# هندسة البرمجيات 2004
هندسة البرمجيات 2004 (SE2004)، المعروفة سابقًا باسم هندسة برمجيات مناهج الحوسبة (CCSE) هي وثيقة تقدم توصيات للتعليم الجامعي في هندسة البرمجيات. تم تطوير هندسة البرمجيات 2004 في البداية من قبل لجنة توجيهية بين 2001 و2004. تمت رعاية تطويرها من قبل رابطة مكائن الحوسبة والجمعية المهنية التابعة لمعهد مهندسي الكهرباء والإلكترونيات. تتضمن المكونات المهمة لهندسة البرمجيات 2004 معرفة تعليم هندسة البرمجيات، وقائمة بالموضوعات التي يجب على جميع الخريجين معرفتها، بالإضافة إلى مجموعة من الإرشادات لتطبيق المناهج ومجموعة من الدورات المقترحة.

## روابط خارجية
- الصفحة الرئيسية لهندسة البرمجيات 2004